# Bouvardia
Bouvardia é um género botânico pertencente à família Rubiaceae.